# Via Salaria

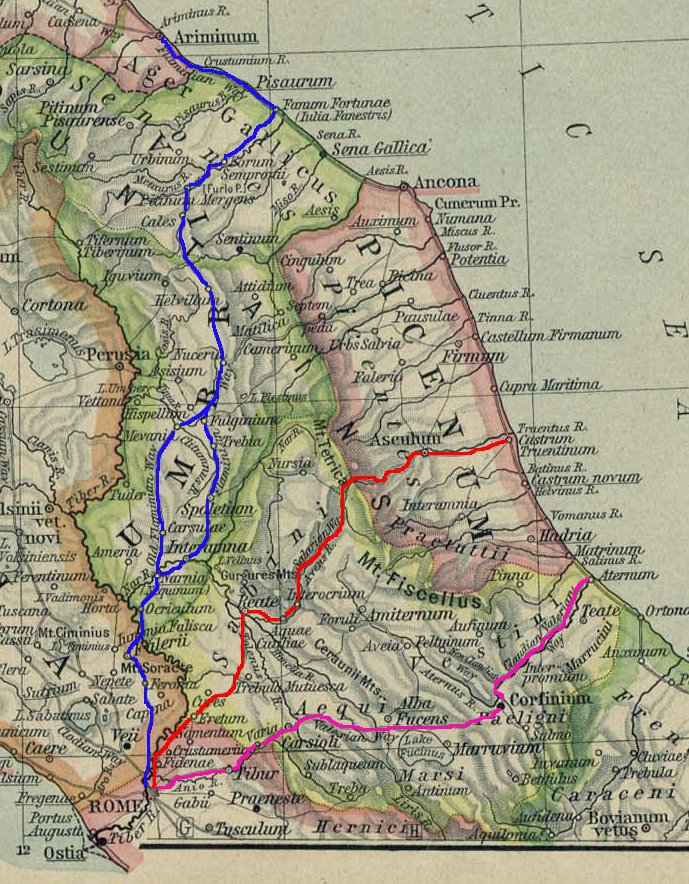
La via Salaria, en rouge sur la carte (rose = via Tiburtina, bleu = via Flaminia).

La Via Salaria est une ancienne voie romaine (en rouge sur la carte), qui allait de Rome, par la Porta Salaria dans le mur d'Aurélien, à Castrum Truentinum (Porto d'Ascoli) sur la côte de la mer Adriatique, à 242 km. Elle longeait la rive gauche du Tibre (à l'embouchure), puis passait par Reate (Rieti) et Asculum (Ascoli Piceno).
La Via Salaria tient son nom du sel, car c'est par cette route que, dès avant l'époque de la royauté romaine, les Sabins rapportaient le sel récolté dans les marais salants (Campus salinarum) à l'embouchure du Tibre. Il reste encore certaines parties de l'ancienne voie dans les montagnes.
Aujourd'hui la Via Salaria est la route SS 4 du système routier italien. Elle part de la Piazza Fiume, hors des murs mais désormais au centre de Rome, et côtoie les quartiers Pinciano, Salario, Parioli et Trieste avant de sortir de la capitale ; elle dessert notamment les villes de Rieti et Ascoli Piceno et termine près de San Benedetto del Tronto, sur la côte Adriatique.